# Holoscotolemon jaqueti
Holoscotolemon jaqueti is een hooiwagen uit de familie Cladonychiidae.